# 清田村 (山梨県)
清田村（きよたむら）は山梨県西山梨郡にあった村。現在の甲府市中心部の東方、中央本線酒折駅の南東一帯にあたる。

## 地理
- 河川：濁川、平等川

## 歴史
- 1874年（明治7年）10月 - 山梨郡向村・上阿原村・七沢村・西高橋村・蓬沢村が合併して清田村となる。
- 1878年（明治11年）7月22日 - 郡区町村編制法の施行により、清田村が西山梨郡の所属となる。
- 1889年（明治22年）7月1日 - 町村制の施行により、清田村が単独で自治体を形成。
- 1921年（大正10年）7月1日 - 国里村と合併して玉諸村が発足。同日清田村廃止。